# Eriopyga magniorbis
Eriopyga magniorbis là một loài bướm đêm trong họ Noctuidae.